# NXIVM
NXIVM was een New Yorkse sekte die in de jaren negentig opgericht werd door de Amerikaan Keith Raniere als 'zelfhulporganisatie'. 

Nadat Sarah Edmondson, een actrice en jarenlang toegewijd lid, een klacht indiende bij de N.Y. State Department of Health en de New York Times een artikel wijdde aan de sekte, begon er een onderzoek naar een geheime afdeling binnen NXIVM genaamd Dominus Obsequious Sororium (DOS):
Vrouwen werden onder valse voorwendselen binnengehaald en gedwongen om seks te hebben met Raniere. De ‘slaven’ zouden daarbij in hun schaamstreek gebrandmerkt zijn met de initialen van de sekteleider.
Raniere werd in oktober 2020 veroordeeld tot 120 jaar celstraf en een boete voor onder andere afpersing, dwangarbeid en sekshandel. Ook andere leden werden aangeklaagd en/of veroordeeld, onder wie actrice Allison Mack.